# Función biyectiva

Ejemplo de función biyectiva de dos conjuntos finitos, donde se puede ver que.

En matemáticas, una función es biyectiva si es al mismo tiempo inyectiva y sobreyectiva; es decir, si todos los elementos del conjunto de salida tienen una imagen distinta en el conjunto de llegada, y a cada elemento del conjunto de llegada le corresponde un elemento del conjunto de salida.

## Definición
Dada una función {\displaystyle f:X\rightarrow Y} la función es biyectiva si se cumple que para toda {\displaystyle y\in Y} existe una única {\displaystyle x\in X} tal que {\displaystyle f(x)=y}. Lo anterior es equivalente a que {\displaystyle f} sea  inyectiva y sobreyectiva.

## Proposición
Si {\displaystyle f\,} es una función real biyectiva, entonces su función inversa {\displaystyle f^{-1}\,} existe y también es biyectiva.

### Ejemplo
La función:
{\displaystyle f(x)=\alpha x+\beta \,,} con {\displaystyle \alpha ,\beta \in \mathbb {R} } y {\displaystyle \alpha \neq 0}
es biyectiva.
Luego, su inversa:
{\displaystyle f^{-1}(x)={\frac {x-\beta }{\alpha }}\,}
también lo es.
El siguiente diagrama de grafos bipartitos se puede ver que la función es biyectiva si es inyectiva y sobreyectiva:
| Función         | Inyectiva | No inyectiva |
| Sobreyectiva    |           |              |
| No sobreyectiva |           |              |

## Ejemplos
Asientos y alumnos en una sala de clase
En una clase hay un determinado número de asientos. Un grupo de estudiantes ingresa a la clase y el profesor les pide a todos que se sienten. Después de hacer una rápida observación de la sala de clase, el profesor declara con seguridad que hay una biyectividad entre el grupo de estudiantes y la cantidad de asientos, donde cada estudiante está emparejado con el asiento que le corresponde. Lo que el profesor tuvo que observar para poder hacer esta declaración es:
1. Todos los estudiantes estaban sentados (nadie estaba de pie),
2. Ningún estudiante estaba sentado en más de un asiento,
3. Cada asiento estaba ocupado (no había asientos vacíos)
4. Ningún asiento estaba ocupado por más de un estudiante.

El profesor, gracias a esa observación, pudo concluir que había igual cantidad de asientos como de estudiantes, sin tener que contar la cantidad de asientos.

## Cardinalidad y biyectividad
Sean {\displaystyle X} e {\displaystyle Y} dos conjuntos finitos. Existe {\displaystyle f:X\rightarrow Y} una función biyectiva si y solo si {\displaystyle X} e {\displaystyle Y} tienen el mismo número de elementos.
En general, para conjuntos finitos o infinitos, lo anterior es que

{\displaystyle {\mbox{card}}(X)={\mbox{card}}(Y)\,}

## Homeomorfismo
Se define un homeomorfismo como una aplicación entre dos espacios topológicos verificando ser una transformación biyectiva y bicontinua.